# Mistrovství světa v zápasu řecko-římském 1921
Mistrovství světa v zápasu řecko-římském proběhlo v Helsinkách, Finsko v roce 1921. 

## Výsledky
| Kategorie  | Zlato           | Stříbro             | Bronz             |
| ---------- | --------------- | ------------------- | ----------------- |
| do 58 kg   | Väinö Ikonen    | Kaarlo Mäkinen      | Risto Mustonen    |
| do 62 kg   | Kalle Anttila   | Aleksanteri Toivola | Erik Malmberg     |
| do 67.5 kg | Oskari Friman   | Rafael Rone         | Juho Ikävalko     |
| do 75 kg   | Taavi Tamminen  | Volmar Wikström     | Edvard Westerlund |
| do 82.5 kg | Edil Rosenqvist | Rudolf Svensson     | Jan Muijs         |
| +82.5 kg   | Johan Salila    | Martti Nieminen     | Emil Larsen       |